# Piaggia (Briga Alta)
Piaggia (A Ciagia, che in dialetto brigasco significa terreno ripido, A Ciažža in ligure) è la  frazione capoluogo del comune di Briga Alta. È il centro abitato più meridionale del Piemonte.
Non è raggiungibile su gomma dal resto del Piemonte: infatti risulta necessario entrare in territorio ligure tramite la SP100 del Colle di Nava e dalle SP3 e SP4 da Mendatica, Cosio di Arroscia, Montegrosso Pian Latte che portano a Pornassio.
Si trova alle fonti del Tanarello alle pendici del monte Saccarello (2.200 m) presso il confine con la Liguria e la parte francese della val Roia nella regione Provenza-Alpi-Costa Azzurra (PACA).
In passato era nota per la lavorazione dell'ardesia; ad oggi la lavorazione è scomparsa in seguito all'emigrazione verso la Liguria o le grandi città del Nord.
È sede comunale dal 1947, dopo il passaggio della maggior parte del territorio di Briga Marittima alla Francia.